# Harry Catterick
Harry Catterick (Darlington, 26 novembre 1919 – Liverpool, 9 marzo 1985) è stato un calciatore e allenatore di calcio inglese, di ruolo attaccante.

## Carriera

### Allenatore
Da allenatore dell'Everton ha vinto due First Division, una FA Cup e due Community Shield.

## Palmarès

### Allenatore

#### Club

##### Competizioni nazionali
- Campionato inglese: 2

Everton: 1962-1963, 1969-1970
- Coppa d'Inghilterra: 1

Everton: 1965-1966
- Community Shield: 2

Everton: 1963, 1970